# Boris Lum
Boris „Bobo“ Chi Mamuzah Lum (* 2. Oktober 2007 in Berlin) ist ein deutsch-kamerunischer Fußballspieler. Er steht bei Hertha BSC unter Vertrag und ist deutscher Juniorennationalspieler.

## Karriere

### Im Verein
Lum spielte zunächst bei Borussia Friedrichsfelde und beim 1. FC Union Berlin, bevor er 2016 in die U10 von Hertha BSC wechselte, wo er in den Folgejahren die Nachwuchsmannschaften durchlief. Nachdem er während der Rückrunde 2023/24 als Sechzehnjähriger schon einige Male am Training der Profimannschaft teilgenommen hatte, wurde er zur Saison 2024/25, noch vor seinem ersten Einsatz im Seniorenbereich, Teil des Kaders der zweiten Mannschaft. Am 29. September 2024 wurde Lum bei der 1:4-Heimspielniederlage gegen den SV Elversberg in der 2. Bundesliga zum jüngsten je in einer Profimannschaft der Hertha eingesetzten Spieler.

### In der Nationalmannschaft
Lum bestritt am 27. März 2023 sein erstes U-16 Länderspiel gegen Italien. Später war er auch Kapitän der U17.

## Titel und Auszeichnungen
- Meister der A-Junioren-Bundesliga Nord/Nordost: 2024
- Auszeichnung mit der Fritz-Walter-Medaille in Bronze (U-17): 2024